# Nazionale femminile di hockey su prato della Bielorussia
La nazionale di hockey su prato femminile della Bielorussia è la squadra femminile di hockey su prato rappresentativa della Bielorussia, nata nel 1991 dallo scioglimento dell'Unione Sovietica.

## Partecipazioni

### Mondiali
- 1994-2006 – non partecipa

### Olimpiadi
- 1992-2008 – non partecipa

### Champions Trophy
- 1991-2009 – non partecipa

### EuroHockey Nations Championship
- 1991-2009 – non partecipa